# Saint-Germain-Nuelles
Saint-Germain-Nuelles é uma comuna francesa na região administrativa de Auvérnia-Ródano-Alpes, no departamento do Ródano. Estende-se por uma área de 8.54 km². Em 2010 a comuna tinha 2 324 habitantes (densidade: 272,1 hab./km²).
Foi criada em 1 de janeiro de 2013, a partir da fusão das antigas comunas de Saint-Germain-sur-l'Arbresle e Nuelles.